# Station Valdahon
Station Valdahon is een spoorwegstation in de Franse gemeente Valdahon.
Het station werd geopend op 4 augustus 1884. Het lag op de lijn Besançon-Le Locle en werd gebouwd door de Compagnie des chemins de fer de Paris à Lyon et à la Méditerranée (PLM).
In 1882-1883 werd een reservoir gegraven om de stoomlocomotieven van water te voorzien. In de jaren 1950 viel het reservoir, Étang de la Lièze, in onbruik door de komst van diesellocomotieven en werd het verkocht aan de gemeente.